# Welnabalis
Welnabalis, 1927 bis 1945 Jägerfeld, ist ein verlassener Ort im Rajon Krasnosnamensk der russischen Oblast Kaliningrad.
Die Ortsstelle befindet sich zweieinhalb Kilometer südwestlich von Uslowoje (Rautenberg).

## Geschichte
Der Ort Welnabalis wird im Amtsblatt des Regierungspräsidenten in Gumbinnen, Band 19, von 1829 erwähnt. 1874 wurde die Landgemeinde Welnabalis dem neu gebildeten Amtsbezirk Rautenberg im Kreis Ragnit zugeordnet. 1927, inzwischen im Kreis Tilsit-Ragnit, wurde Welnabalis in Jägerfeld umbenannt. 1945 kam der Ort in Folge des Zweiten Weltkrieges mit dem nördlichen Ostpreußen zur Sowjetunion. Einen russischen Namen bekam er nicht mehr.

### Einwohnerentwicklung
| Jahr | Einwohner |
| ---- | --------- |
| 1885 | 89        |
| 1905 | 95        |
| 1910 | 89        |
| 1933 | 65        |
| 1939 | 54        |

## Kirche
Welnabalis/Jägerfeld gehörte zunächst zum evangelischen Kirchspiel Budwethen und dann zum neu gebildeten evangelischen Kirchspiel Rautenberg.